# Myrtle Beach
Myrtle Beach är en stad i östra South Carolina, USA. Sandstranden är hela 97 km (60 miles) lång och staden är ett populärt semestermål.